# 桃園駅 (山梨県)
桃園駅（ももぞのえき）は、山梨県中巨摩郡櫛形町（現・南アルプス市）桃園にあった山梨交通電車線の駅である。

## 概要
1936年（昭和11年）に地元の請願によって開業した駅で、倉庫町駅からまっすぐ南に下ったところ、桃園集落の中心に当たる桃園神社の東側にあった1面1線の棒線駅であった。櫛形町最初の駅である。
駅名にもなっている「桃園」はかつてここを領していたという清和源氏の祖・貞純親王が別名「桃園親王」と呼ばれていたことにちなんでおり、駅西の桃園神社は貞純親王を祭神としている。

## 歴史
- 1936年（昭和11年）7月15日：開業。
- 1962年（昭和37年）7月1日：路線廃止により廃駅。

## 廃線後の状況
専用軌道の跡地である「廃軌道」上、桃園神社へ至る東西の道と交わる手前に駅が存在した。ここは現在も道がやや変形しており、今諏訪駅以降の駅では比較的分かりやすい方である。

## 隣の駅
山梨交通
電車線
倉庫町駅 - 桃園駅 - 巨摩高校前駅